# Harry Keramidas
Harry Keramidas est un monteur américain né le 31 août 1940 à Détroit, connu pour son travail sur la trilogie de Retour vers le futur notamment.

## Filmographie partielle
- 1978 : Zoltan, le chien sanglant de Dracula (en) d'Albert Band
- 1979 : De l'or au bout de la piste de Joseph Sargent
- 1985 : Retour vers le futur de Robert Zemeckis
- 1986 : À propos d'hier soir... de Edward Zwick
- 1987 : The Squeeze de Roger Young
- 1989 : Le ciel s'est trompé d'Emile Ardolino
- 1989 : Retour vers le futur 2 de Robert Zemeckis
- 1990 : Retour vers le futur 3 de Robert Zemeckis
- 1995 : Judge Dredd de Danny Cannon
- 1995 : Le Maître des lieux de James Orr
- 2000 : Beethoven 3 de David M. Evans
- 2001 : Tomcats de Gregory Poirier
- 2003 : Sexe, Lycée et Vidéo de David M. Evans